# Upper Nishin Lake
Upper Nishin Lake är en sjö i Kanada.   Den ligger i Thunder Bay District och provinsen Ontario, i den sydöstra delen av landet, 1 000 km väster om huvudstaden Ottawa. Upper Nishin Lake ligger 380 meter över havet. Arean är 0,56 kvadratkilometer. Den sträcker sig 1,2 kilometer i nord-sydlig riktning, och 1,6 kilometer i öst-västlig riktning.
I omgivningarna runt Upper Nishin Lake växer i huvudsak blandskog. Trakten runt Upper Nishin Lake är nära nog obefolkad, med mindre än två invånare per kvadratkilometer.